# A Coruña
A Coruña (galiciai nyelven, kiejtése: [akoˈruɲa]; spanyolul: La Coruña, kiejtése: [lakoˈruɲa]) város Északnyugat-Spanyolországban, Galiciában.
A Coruña járás székhelye. Az Atlanti-óceán egyik legforgalmasabb kikötője, ipari és kereskedelmi központ.

## Nevének eredete
A város neve a római Caronium névre vezethető vissza. Ennek Crunia változata először a 12. században II. Ferdinánd leóni király uralkodása alatt tűnik fel. A Crunia alakban 1262-ben említik először. Ebből a 18. századra alakul ki fokozatosan a név mai változata. A város nevét ma hol a spanyol, hol a galiciai alakban használják.

## Története
A város már a középkorban fontos kikötő és a textilgyártás központja volt. 1588-ban a spanyol armada Ferrol kikötőjéből indult az Anglia elleni hadjáratra. 1598-ban a Francis Drake vezette angol kalózflotta rabolta ki a várost. 1809. január 16-án is csata zajlott itt, melyben brit csapatok visszavonuló egységeik behajózását fedezték. A 19. században a város a monarchiaellenes mozgalom központja volt.
A térség ipara főként a hajógyártásban és a szomszédos Ferrol fémiparában nyilvánul meg, de a városnak kőolajfinomítója is van. Az élelmiszeripar főként a halászaton és a környező települések mezőgazdasági termékein alapszik.

## Nevezetességei
- A város fő nevezetessége a Herkules-torony (Torre de Hércules), egy 2000 éves világítótorony, mely ma is működik.
- A város jellegzetes üvegezett balkonjairól, a galériákról is híres.
- Itt áll az Endesa Termeic, Európa legmagasabb kéménye.
- Városháza (Palacio Municipal)
- Tartományi Szépművészeti Múzeum (Museo Provincial de Belas Artes)
- Kapucinusok temploma (Igrexa dos Capuchinos)
- Tudományok háza (Casa das ciencias)
- Szent Jakab-templom (Igrexa de Santiago)
- Kormányzósági Palota (Capitanía Xeral)
- Mező Szűz Mária-templom (Igrexa de Santa Maria del Campo)
- Szent Barbara-zárda (Mosteiro de Santa Bárbara)
- Szent Domonkos-templom (Igrexa de Santo Domingo)
- Szent Károly-park (Xardín de San Carlos)
- Szent Antal-vár (Castelo de San Antón)
- a Paseo de Langar barokk patríciusházai

## Képek

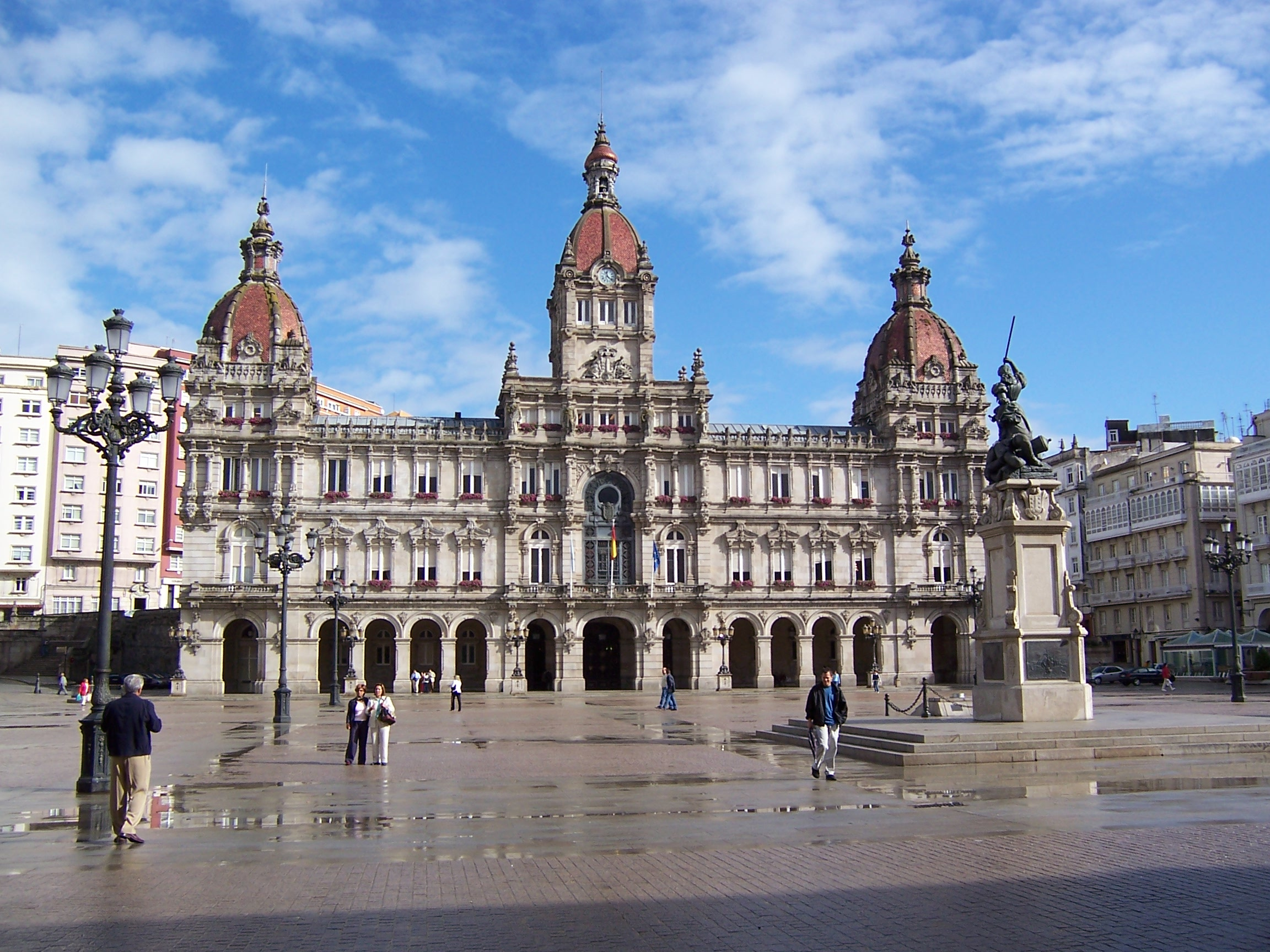
A Városháza
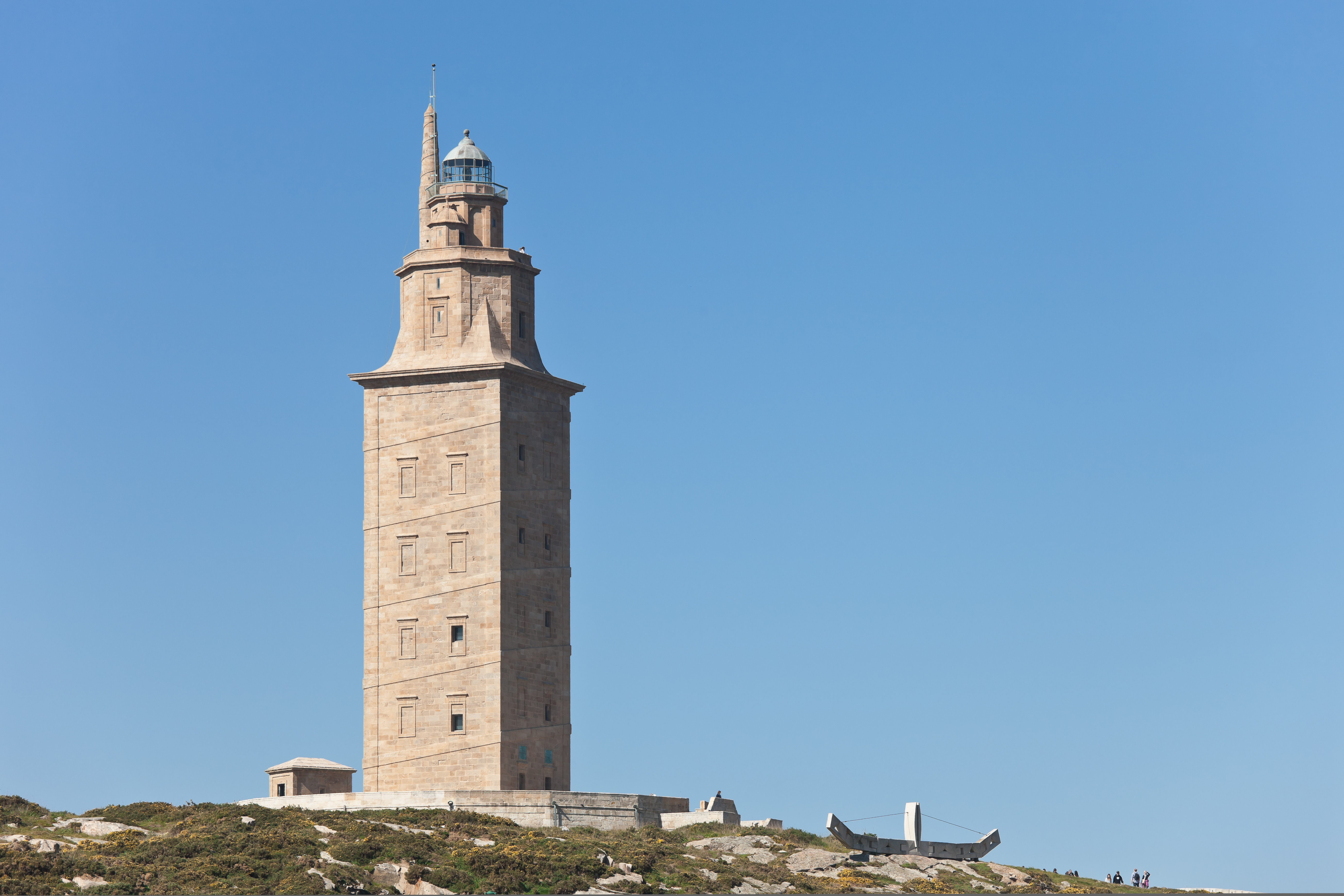
A Herkules-torony
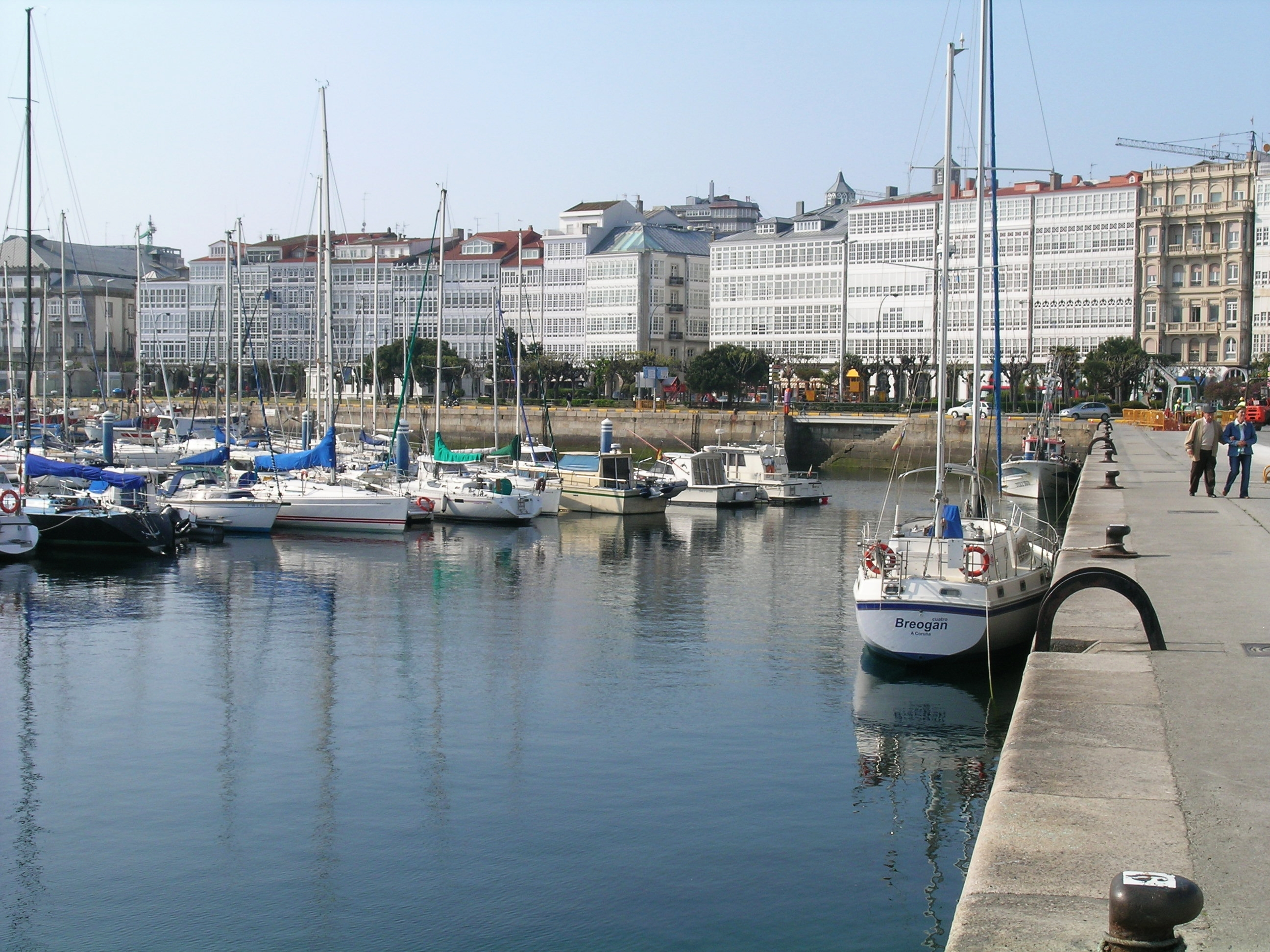
A sportkikötő
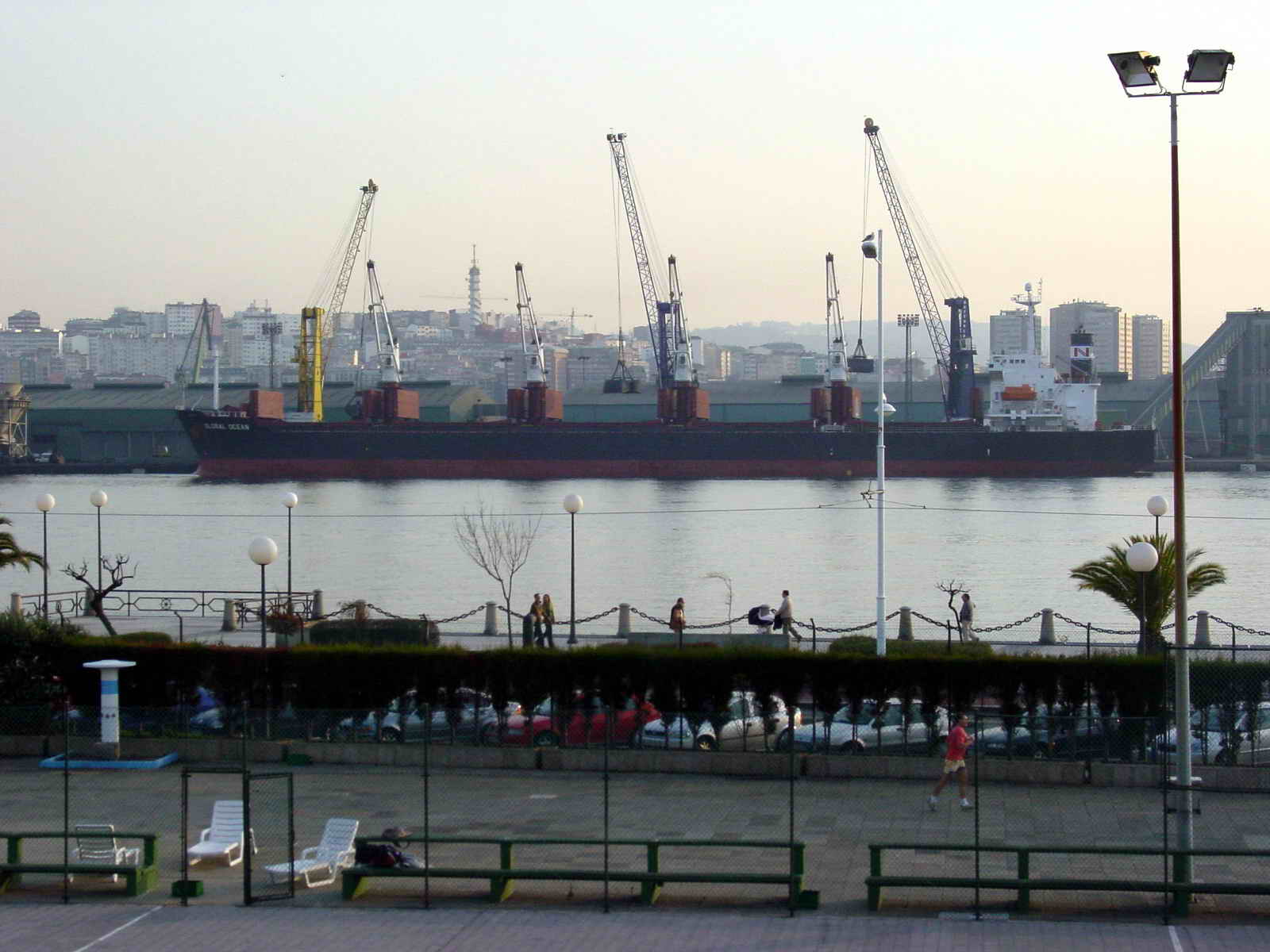
A kikötő
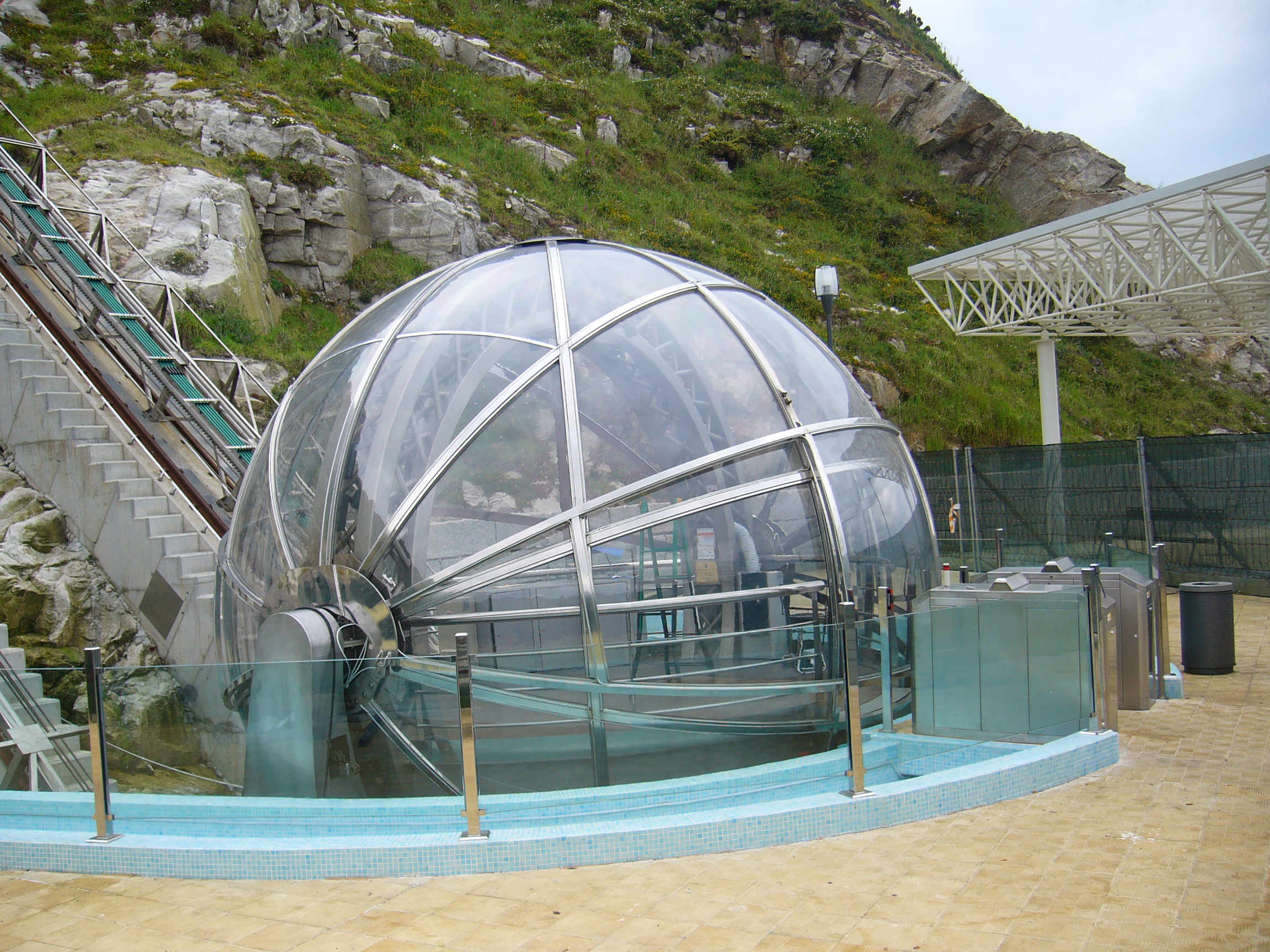
Felvonó a San Pedro hegyre
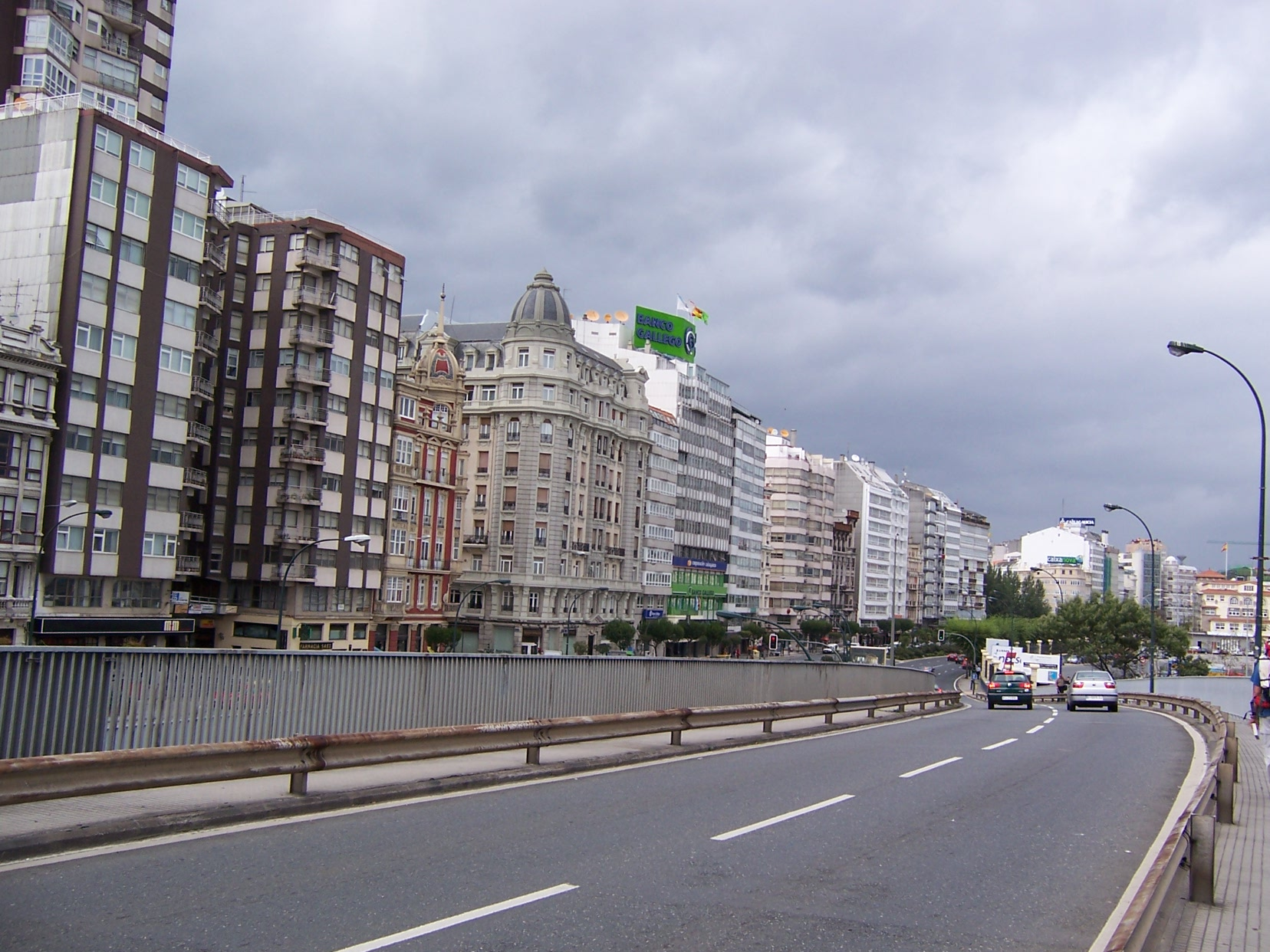
Utcakép
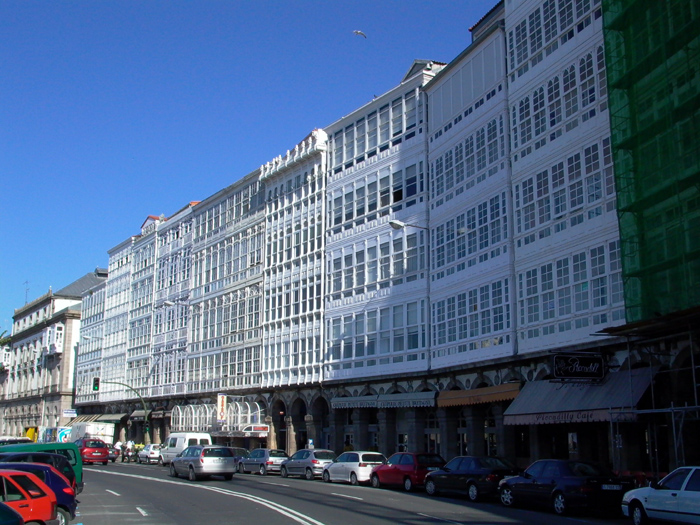
Utcakép

## Testvérvárosok
- Cádiz, Spanyolország

## Népesség
A település lakosságának változását az alábbi diagram mutatja:
| Lakosok száma | 239 434 | 242 846 | 243 320 | 246 056 | 246 028 | 244 810 | 243 978 | 245 711 | 245 468 | 249 261 |
|               | 2001    | 2004    | 2006    | 2009    | 2011    | 2014    | 2016    | 2019    | 2021    | 2024    |